# Llista de reines consorts d'Astúries
Aquesta llista de reines consorts d'Astúries recull les mullers dels cabdills o monarques asturians des del regnat de Pelai (718-737) fins a Fruela II (910-924).

## Història
L'existència de consorts dels monarques asturians està documentat, tanmateix no hi ha dades sobre l'evolució dels càrrec. En termes generals, se la considera una dona poderosa, ben considerada i influent en un espai i temps concrets. En qualsevol cas, tant a Astúries com després al regne de Lleó, en general es van considerar continuadors del regne de Toledo, i es van regir per les lleis recollides al Fuero Juzgo, juntament amb el dret consuetudinari que es va anar conformant paral·lelament, si bé també degué rebre tendències més obertes en el paper de la reina per influència del regne de Navarra.
Bona part d'aquesta influència es deu al fet que les figures femenines van servir com a transmissores del poder durant els segles VIII i IX. En són exemples els casos d'Ermessenda, la qual com a filla de Pelai transmet els drets successoris al seu marit, el després Alfons I, encara que va ser a través d'una elecció; o el d'Adossenda, filla d'Alfons I, l'espòs de la qual, Silo, segons les cròniques fou proclamat rei pel seu matrimoni amb la filla de l'antic rei i no s'al·ludeix a cap mena d'elecció. Segons José Orlandis, la dona fou la titular i la dipositària de la legitimitat i l'espòs rebia els drets sobirans. Tanmateix, no es tracta d'un cas de matrilinealitat, sinó d'una simple herència per via femenina. De fet, Pelai fou el que va tenir la iniciativa de casar Ermessenda amb Alfons, convertint-la en una peça clau de transmetre el poder a la seva conveniència.
Entre les reines asturianes, Adosinda és l'exemple més destacat, perquè va estar involucrada, conjuntament amb els magnats de la cort, en la proclamació, a la mort de Silo, del seu nebot Alfons II com a rei, tot i que aquest no va regnar fins anys més tard a causa de la rebel·lió de Mauregat. Se la considera, per tant, una defensora del seu llinatge, tot i que Mauregat era el seu germanastre, fill bastard d'Alfons I. No només estigué vinculada a la successió, sinó que també va tenir un paper en afers religiosos i la polèmica de l'adopcionisme. També se la considera fundadora del temple de Santianes o de San Juan de Pravia, juntament amb el rei. Altres monarques feren donacions conjuntes, com Froiliuba i Fàfila l'església de Santa Cruz de Cangues d'Onís (737), o Ximena i Alfons III la donació d'un monestir (905) i de la creu de la victòria (908) a la catedral de San Salvador d'Oviedo.
El paper de la resta de reines no és major, només a partir del segle x, ja durant el període del regne de Lleó, la reina estarà més involucrada en els afers del regne.

## Imatges
No hi ha imatges contemporànies d'aquestes reines, no és fins al segle xii quan es documenten les primeres representacions al Liber testamentorum de la catedral d'Oviedo, on hi ha una sèrie de miniatures que representen diferents personatges. En termes generals, a les imatges acostumen a aparèixer els monarques amb algun prelat que fa de receptor de donacions. Les reines no reben totes el mateix tractament, algunes apareixen al costat del rei, d'altres en un espai inferior. Pel que fa la representació, no porten atributs propis de la condició règia, és a dir la corona, sinó que es cobreixen el cap amb un vel (maphorion) sumptuós, que pot anar decorat amb perles o similars, i la dignitat reial es representa amb una aureola d'or o d'argent.

## Llista
| Nom                    | Període | Rei                  | Nota |
| ---------------------- | ------- | -------------------- | --- |
| Gaudiosa               | 718-737 | Pelai                | La seva existència és dubtosa, perquè se la cita en una interpolació del segle xii de la Crònica d'Alfons III. |
| Froiliuba              | 737-739 | Fàfila               | |
| Ermessenda             | 737-757 | Alfons I el Catòlic  | |
| Múnia                  | 757-768 | Fruela I el Cruel    | |
| Adossenda              | 774-783 | Silo                 | |
| Creusa                 | 783-788 | Mauregat l'Usurpador | Apareix en un document tardà el qual ha tingut veus a favor i en contra sobre la seva fiabilitat, cosa que ha fet que es posi en dubte l'existència d'aquesta reina. |
| Nunilo                 | 788-791 | Beremund I el Diaca  | Hom l'ha anomenada Ossenda, un nom que consta en l'epitafi d'una làpida al monestir de San Juan de Corias, si bé segons Antonio Floriano correspondria al rei Beremund II i no a Beremund I. |
| Bertinalda             | 791-842 | Alfons II el Cast    | La seva historicitat no està confirmada perquè apareix en versions interpolades tardanes de la Crònica d'Alfons III. Hi ha autors que en defensen l'existència. |
| Paterna                | 842-850 | Ramir I              | Cronistes com Lucas de Tui o Jiménez de Rada li donen el nom d'Urraca, que consta en una làpida de la catedral d'Oviedo. Per aquesta raó, alguns li donen el nom compost d'Urraca Paterna. No obstant això, sembla tractar-se d'una confusió, atès que la primera reina amb el nom d'Urraca es documenta més tard. |
| Múnia                  | 850-866 | Ordoni I             | També anomenada Nuna. |
| Ximena                 | 866-910 | Alfons III el Gran   | |
| Nunilo Ximena          | ca. 910 | Fruela II el Leprós  | |
| Urraca bint Abd-Al·lah | 917-925 | Fruela II el Leprós  | El cognom es deu a què era filla del valí de Tudela i membre de la família muladí Banu Qassi. Està documentada com a reina d'Astúries i muller de Fruela II des de l'any 917. |